# الکساندر رادیشچف
الکساندر رادیشچف (روسی: Алекса́ндр Никола́евич Ради́щев؛ ۳۱ اوت ۱۷۴۹ – ۲۴ سپتامبر ۱۸۰۲) نویسنده و منتقد اجتماعی اهل امپراتوری روسیه بود.